# Caos (filme)
Caos (em inglês:  Chaos) é um filme canado-britano-norte-americano de 2006, dos gêneros drama, ação, policial e suspense, dirigido por Tony Giglio.
No Brasil, esse filme foi lançado diretamente em vídeo.

## Sinopse
Detetive afastado da força policial é chamado de volta à ativa para ajudar na solução de um assalto a banco com reféns.

## Elenco
- Jason Statham .... Detetive Quentin Conners
- Ryan Phillippe .... Detetive Shane Dekker
- Wesley Snipes .... Lorenz
- Justine Waddell .... Inspetora Teddy Galloway
- Henry Czerny .... Capitão Martin Jenkins
- Nicholas Lea .... Det. Vincent Durano
- Keegan Connor Tracy .... Marine Rollins
- Jessica Steen .... Karen Cross
- Rob LaBelle .... Bank Manager
- John Cassini .... Bernie Callo
- Damon Johnson .... Brendan Dax
- Paul Perri .... Harry Hume
- Natassia Malthe .... Gina Lopez
- Ty Olsson .... Damon Richards
- Terry Chen .... Chris Lei
- Mike Dopud .... Lamar Galt
- Michasha Armstrong .... Xander Harrington
- Kim Howey .... Lisa Reane
- Gaston Howard .... John Curtis